# Abraham H. Cannon
Abraham Hoagland Cannon (ur. 12 marca 1859 w Salt Lake City, zm. 19 lipca 1896 tamże) – amerykański przywódca religijny, przedsiębiorca i misjonarz.

## Życiorys
Urodził się w Salt Lake City, stolicy ówczesnego Terytorium Utah, w prominentnej mormońskiej rodzinie. Jego ojciec, George Q. Cannon, posługiwał chociażby jako doradca w Pierwszym Prezydium. Służbę misyjną, w mormońskiej kulturze tradycyjną część życiorysu młodych mężczyzn, odbył w Wielkiej Brytanii, Niemczech i Szwajcarii. Po powrocie do Utah włączony został w skład Pierwszego Kworum Siedemdziesięciu (8 października 1882). Siedem lat później, 7 października 1889, wszedł w skład Kworum Dwunastu Apostołów. Tym samym, podobnie jak inni członkowie tego gremium, był uznawany przez wiernych za proroka, widzącego i objawiciela. Podobnie jak wielu wczesnych przywódców kościelnych praktykował poligamię.
Przedsiębiorca, założyciel rozlicznych spółek funkcjonujących w Utah. Znany ze swych ścisłych związków z mormońską prasą, w tym pism takich jak Juvenile Instructor i Contributor. Regularnie pisywał też na łamach Deseret News. Zmarł w rodzinnym mieście. Jego przedwczesny zgon był ogromnym zaskoczeniem tak dla mieszkańców Utah, jak i świętych w dniach ostatnich. Ówczesny prezydent Kościoła Wilford Woodruff stwierdził niedługo po śmierci Cannona, iż ten został powołany na misję w świecie duchów. Przekonanie to, wzmocnione przez wynikający z mormońskiej doktryny, prorocki autorytet Woodruffa, odwołuje się bezpośrednio do wyobrażeń świętych w dniach ostatnich na temat życia pozagrobowego.